# Levenslooppsychologie
Levenslooppsychologie richt zich op de functionele ontwikkeling van de mens in met name de latere levensfasen. Daarbij ligt de nadruk op het vermogen van de mens om zich zijn leven lang, in voortdurende veranderende omstandigheden, aan te passen. Zijn veerkracht, zowel in tijden van groei als verlies. In de Verenigde Staten staat lifespan psychology al veel langer in de belangstelling.

## Een nieuwe discipline
Het vak ontwikkelingspsychologie bestudeert de manier, waarop mensen opgroeien en veranderen, van de wieg tot het graf. Levenslooppsychologie onderscheidt zich van de ontwikkelingspsychologie door de veranderingen die een mens in de loop van zijn leven doormaakt niet onder te brengen in een uniform, algemeen patroon, want juist in de latere levensfasen komen de verschillen tussen mensen duidelijker naar voren. De levenslooppsychologie is gericht op die interindividuele verschillen. Levenslooppsychologie legt de nadruk meer op groei, zelfrealisatie, welbevinden en geluk. Welke factoren zorgen ervoor dat mensen een zinvol leven leiden en hoe kunnen levenslooppsychologen hen daarbij ondersteunen en begeleiden?

## Andere tijden
Het tijdsgewricht is bepalend, hoe er tegen de levensloop wordt aangekeken. In het oude Griekenland stierven drie van de vijf kinderen voor de volwassenheid. Om deze reden werd er geen affectieve band met de kinderen opgebouwd. In de middeleeuwen lag de levensverwachting tussen de 35 en 40 jaar. Zelfs kinderen van 7 of 8 jaar moesten arbeid gaan verrichten. 
In de Renaissance waren de mensen meer geneigd om over zichzelf en de wereld na te denken en begon men zichzelf als individu met persoonlijke rechten te zien. Met name John Locke betoogde dat de mens met een tabula rasa, een leeg brein, op de wereld komt, een product is van zijn sociale omgeving, waarbij ouders en andere familieleden bijdragen aan zijn vorming. Voor het eerst werd de kindertijd als een eigenstandige ontwikkelingsfase beschouwd.
Ten tijde van de industriële revolutie gingen kinderen steeds meer het werk van de volwassenen doen. In de moderne tijd kregen de kinderen rechten en kwamen kinderarbeidswetten tot stand. Als zij jonger dan 16 jaar waren, mochten ze niet in fabrieken werken. Korte tijd later werd onderwijs voor kinderen verplicht. Vanaf 1990 is men in Nederland vanaf 18 jaar meerderjarig.

## Ontwikkelingsfasen
Kenmerkend voor de levenslooppsychologie zijn de veranderingen die een mens gedurende zijn leven doormaakt. Daarbij gaat het niet om precieze leeftijdsgroepen, maar om schattingen, wanneer nieuwe fasen zich aandienen.
Nicole Chapman, verbonden aan het Broward College in Fort Lauderdale onderscheidt onder meer de volgende ontwikkelingsfasen:

- adolescentie, van 10 jaar tot 18 jaar
- vroege volwassenheid, tussen de 20 en 30 jaar
- midden volwassenheid, van 40 tot 60 jaar
- late volwassenheid, van 60 tot 70 jaar, tot de dood.

Het gaat haar om de gemeenschappelijke paden, waarlangs een leven loopt. Chapman maakt een onderscheid tussen de chronologische, de biologische, en de psychologische leeftijd.
Levenslooppsychologie geeft een inzicht in de ontwikkeling die een ieder in zijn leven doormaakt en legt een verband tussen vroege en latere gebeurtenissen. Iedere fase wordt afgesloten met een overgangsrite: de doop, de Bar mitswa of het ter communie gaan, het huwelijk en ten slotte de dood en de herdenkingsdienst.
Nicole Berry hanteert  het bio-psychologische model, de interactie tussen de biologische, psychische en de sociale krachten. Psychologische aspecten zijn onder meer zelfwaardering, coping, sociale vaardigheden, trauma en temperament. Biologische componenten zijn lichamelijke gezondheid, genetische kwetsbaarheid, en hormonen. Sociale aspecten omvatten familie-omstandigheden, verslaving, onderwijs en gelijkgestemden.

## Nederland
In Nederland is de levenslooppsychologie nog een relatief jong vakgebied. Nele Jacobs is benoemd tot hoogleraar Levenslooppsychologie. Zij is daarmee de eerste hoogleraar op dit vakgebied in Nederland.
Tot op heden zijn er weinig boeken over de levenslooppsychologie verschenen die door Nederlandse auteurs zijn geschreven. Nelleke Rögels schreef een boek over dit thema.

Levenslooppsychologie, een boek dat gericht is op het hoger beroepsonderwijs, beschrijft de ontwikkeling van jongvolwassenen, volwassenen en ouderen. Deze levensfasen worden besproken aan de hand van drie ontwikkelingslijnen: de fysiologische ontwikkeling, de cognitief-emotionele ontwikkeling en de sociale ontwikkeling.
Het boek Ontwikkelingspsychologie, onder eindredactie van Franz Mönks, beschrijft eveneens de ontwikkeling van de mens als een levenslang proces.

In het laatste hoofdstuk ligt de nadruk op de oudere mens. Het leven in de jeugd en jongvolwassenheid kent vooral vooruitgang en groei, daarna komen vragen omtrent de zin van het leven en zelfregulatie aan de orde.
Het aanpassingsvermogen staat centraal. Evenals processen van winst en verlies. Zo te handelen dat we op een lager niveau adequaat kunnen functioneren. Onherstelbaar verlies aan gezondheid, cognitieve vaardigheden, sociale relaties en algemene vitaliteit hoeven niet te leiden tot wanhoop. Optimalisatie (het beste uit jezelf halen) en compensatie maken een leven waardevol.